# بال کوچک (فیلم ۲۰۲۴)
بال کوچک (انگلیسی: Little Wing) یک فیلم نوجوانان و درام آمریکایی در سبک داستان بلوغ محصول سال ۲۰۲۴ به کارگردانی دین اسرائیلیت و نویسندگی جان گاتینز با بازی بروکلین پرینس، چه تافاری، کلی رایلی و برایان کاکس است. این فیلم بر اساس مقاله مجله نیویورکر در سال ۲۰۰۶ به همین نام اثر سوزان اورلئان است.
این فیلم توسط پارامونت پلاس در ۱۳ مارس ۲۰۲۴ منتشر شد.

## داستان
والدین کیتلین نوجوان از هم جدا شده‌اند. مادرش آماده است خانه خانواده را بفروشد. یکی از دوستان خانوادگی دو کبوتر به کیتلین می‌دهد و کیتلین با مطالعه جزئیات مراقبت و مسابقه کبوتر متوجه می‌شود که یک پرورش دهنده کبوتر با یک کبوتر مسابقه‌ای ارزشمند (کفتربازی) در همان نزدیکی زندگی می‌کند. کیتلین و بهترین دوستش کبوتر را می‌دزدند و به مافیای کبوتر روسیه می‌فروشند، اما صاحب قانونی کیف مدرسه او را روی پشت بامش پیدا می‌کند و بنابراین می‌تواند او را ردیابی کند. به جای تحویل دادن او به پلیس، پرورش دهنده تصمیم می‌گیرد با کیتلین برای بازیابی کبوتر همکاری کند.

## تولید
فیلمبرداری اصلی در آوریل ۲۰۲۳ در پورتلند، اورگن انجام شد. برخی از صحنه‌ها در امتداد پل هاثورن فیلمبرداری شد.

## بازخوردها
- در وب‌سایت جمع‌آوری نقد راتن تومیتوز بر اساس نظرات ۹ منتقد، با میانگین امتیاز ۵ از ۱۰ مثبت است.

- آدریان هورتون از گاردین به این فیلم امتیاز دو از پنج را داد و نوشت: بال کوچوک در مجموع یک آشفتگی عجیب و بی‌تاثیر است، به غیر از کبوترها که جلوی دوربین با شکوه به نظر می‌رسند.[۴]